# Isog
Isog es un sitio arqueológico en Perú.

## Geolocalización
Se ubica en la parte alta del margen este del río Tantamayo próximo al C.P. de Florida Pampa, en el distrito homónimo de la provincia de Huamalíes dentro del departamento peruano de Huánuco.

## Hallazgo
Se dio a conocer mediante las excavaciones atribuidas al arqueólogo Louis Liraunlt al mando de Bertrand Flornoy entre los años 1956 y 1957.